# Action Bronson
Ариян Арслани (англ. Ariyan Arslani; род. 2 декабря 1983 года, Флашинг, Куинс, Нью-Йорк, США), известный под сценическим именем Экшен Бронсон (англ. Action Bronson) — американский рэпер, писатель, шеф-повар и телеведущий. В августе 2012 года он подписал контракт с «Warner Bros. Records», но позже был переведён на лейбл «Vice Records», распространяемый «Atlantic Records».
Арслани наиболее известен тем, что он вёл ток-варьете шоу «The Untitled Action Bronson Show», а также свою программу о путешествиях «Fuck, That's Delicious» на Viceland. Его партнёры по рэпу Meyhem Lauren, The Alchemist и Big Body Bes принимали участие в этих шоу. Марио Батали, Эндрю Циммерн, Даниэль Булю, Рик Бейлесс, Грант Ахатц и другие шеф-повара были гостями его шоу. В сентябре 2017 года Арслани опубликовал свою первую кулинарную книгу, основанную на его одноимённом туристическом шоу «Fuck, That's Delicious».
В дополнение к своей телевизионной карьере, Арслани также выпустил несколько микстейпов, таких как «Rare Chandeliers» (2012) с американским хип-хоп продюсером The Alchemist и «Blue Chips 2» (2013) с продюсерской командой «Party Supplies», прежде чем выпустить свой дебютный EP под названием «Saaab Stories» под продюсерством Гарри Фрода в 2013 году. 23 марта 2015 года он выпустил свой дебютный альбом «Mr. Wonderful».

## Биография

### 1983–2010 годы: ранняя жизнь и карьера
Арслани родился во Флашинге (Куинс, Нью-Йорк) в семье албанца-мусульманина и американской еврейки. Он вырос в мусульманских традициях своего отца. Он учился в школе Бейсайд (Куинс) и окончил её в 2002 году. До того, как начать карьеру рэпера, которая изначально была просто хобби, Арслани был шеф-поваром в Нью-Йорке. Он выпускал своё собственное кулинарное шоу под названием «Action in the Kitchen». Сломав ногу на кухне, Арслани сосредоточился исключительно на своей музыкальной карьере.

### 2011 год: «Dr. Lecter» и «Well Done»
Дебютный студийный альбом Action Bronson «Dr. Lecter» был самостоятельно выпущен компанией «Fine Fabric Delegates» 15 марта 2011 года. Альбом, полностью произведённый нью-йоркским музыкальным продюсером Томми Масом, был доступен для цифровой загрузки, а также на CD-R и на его официальном сайте. В ноябре того же года он выпустил совместный студийный альбом «Well-Done» с американским хип-хоп продюсером Statik Selektah. 12 марта 2012 года Action Bronson выпустил свой второй микстейп под названием «Blue Chips» совместно с продюсерской командой «Party Supplies».

### 2012–2013 годы: соглашение с мейджор-лейблом и «Saaab Stories»

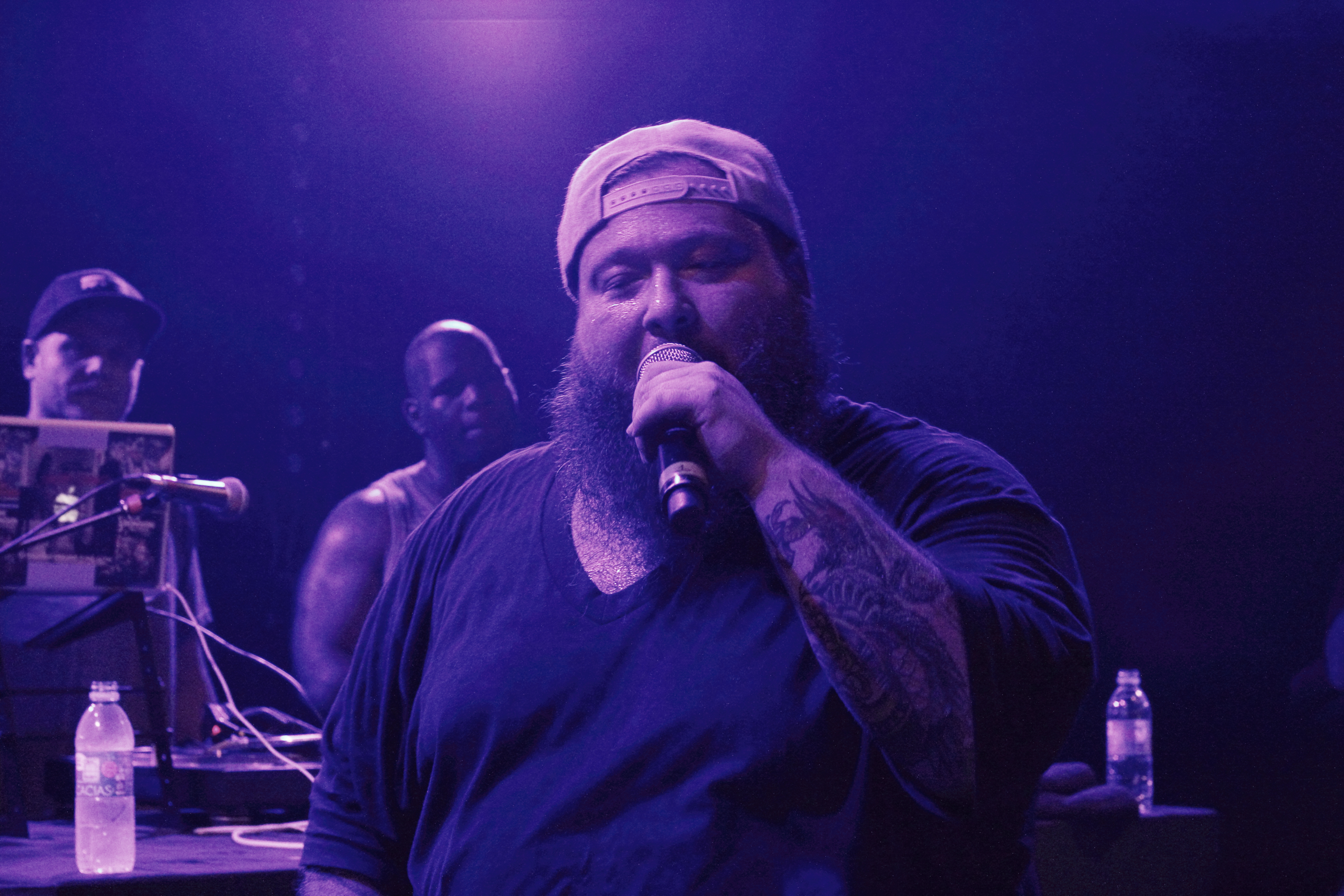
Выступление Action Bronson в июле 2013 года.

В августе 2012 года было объявлено, что Пол Розенберг подписал Action Bronson на лейбл «Goliath Artists», на который также подписаны такие артисты, как Эминем, The Alchemist, «Blink-182» и Дэнни Браун. Также в августе 2012 года он появился в совместном альбоме «No Idols» рэпера Domo Genesis из группы «Odd Future» и The Alchemist, на треках "Elimination Chamber" (при участии Earl Sweatshirt и Винса Стейплса) и "The Daily News" (при участии SpaceGhostPurrp и Earl Sweatshirt). Позже в том же году Action Bronson присоединились к «Warner Bros. Records» через медиакомпанию «VICE» и к букинг-агентству «NUE». 15 ноября 2012 года он выпустил совместный микстейп с The Alchemist «Rare Chandeliers».
В марте 2013 года Action Bronson выступил на фестивале музыки и искусств Коачелла, а позже в том же месяце попал в список начинающих рэперов года журнала «XXL». В мае 2013 года Action Bronson перевели на «Atlantic Records», на котором 11 июня вышел его EP под названием «Saaab Stories». EP был полностью спродюсирован Гарри Фродом и в нём приняли участие приглашённые рэперы Raekwon, Wiz Khalifa и Prodigy. Выпущенный только для цифровой загрузки, EP предшествовал сингл "Strictly 4 My Jeeps". В июле 2013 года он заявил, что хочет пригласить в свой дебютный альбом на мейджор-лейбле (крупные корпорации в сфере звукозаписи) рэперов из Куинса Nas и Kool G Rap. Также в июле Action Bronson объявил, что его дебютный альбом на мейджор-лейбле будет выпущен в начале 2014 года.
1 ноября 2013 года Action Bronson выпустил «Blue Chips 2», вторую часть в своей серии «Blue Chips», в рамках продвижения альбома. 28 октября 2013 года Funkmaster Flex объявил, что будет принимать участие в предстоящем микстейпе Action Bronson. Как выяснилось, продюсированием займутся Эрик Сёрмон, Mike Will Made It, DJ Mustard и Jahlil Beats. В ноябре 2013 года в интервью журналу «Rolling Stone» Action Bronson заявил, что на его новом альбоме будут участвовать Kool G Rap и «Mobb Deep».

### С 2014: «Mr. Wonderful»

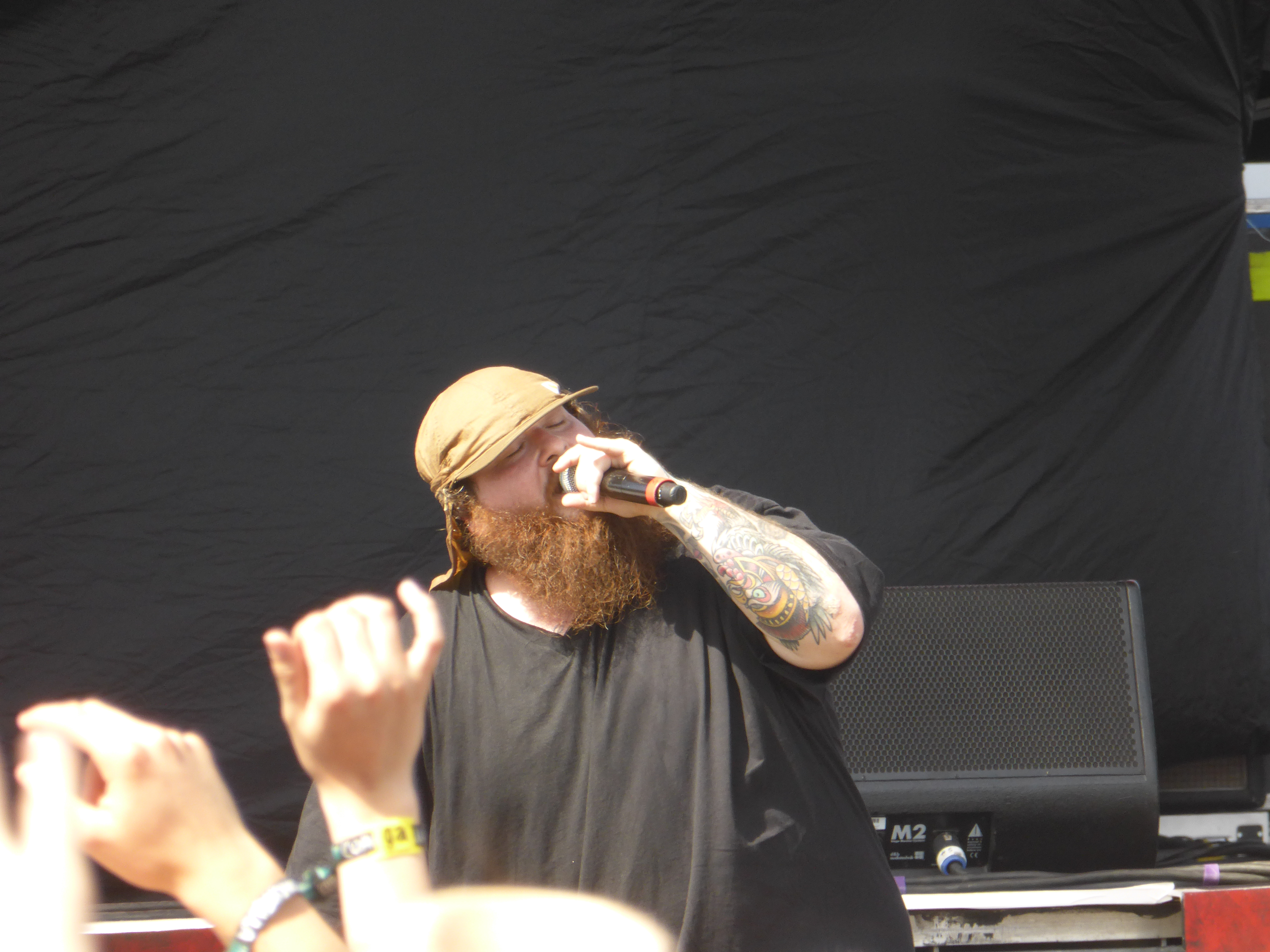
Выступление Action Bronson на фестивале Коачелла в 2015 году.

В феврале 2014 года Action Bronson, J. Cole, Кендрик Ламар и 360 сопровождали Эминема в коротком туре по Австралии, ЮАР и Новой Зеландии. 6 мая 2014 года Action Bronson представил веб-сериал под названием «Fuck, That’s Delicious». Это шоу, спонсируемое «Vice Records», в котором рассказывается о том, как одержимый едой рэпер исследует все кулинарные изыски.
5 августа 2014 года Action Bronson выпустил песню «Easy Rider» в качестве первого сингла с его дебютного альбома «Mr. Wonderful». Песня была спродюсирована командой «Party Supplies», с которыми он давно сотрудничает. 20 августа 2014 года вышел клип на песню «Easy Rider», снятый Томом Гулдом. Клип отдаёт дань уважения одноименному фильму Питера Фонда и Денниса Хоппера 1969 года. 20 января 2015 года Action Bronson официально выпустил сингл «Actin Crazy» через цифровую дистрибуцию. Он выпустил полный альбом 23 марта 2015 года.
В 23 октября 2015 года Action Bronson был госпитализирован после концерта в Анкоридже (Аляска) для экстренной операции. Он оставался в больнице в течение нескольких дней.
16 мая 2016 года он выступил на Webby Awards.
31 октября 2018 года Action Bronson объявил, что расстаётся с медиа-компанией «Vice», которая служила ему лейблом и телевизионной сетью.
В ноябре 2018 года Action Bronson объявил тур в поддержку своего последнего альбома «White Bronco». Тур проходил с февраля по март 2019 года, в нём также приняли участие Meyhem Lauren и Roc Marciano.

## Телевидение и кино
Action Bronson снялся в двух телевизионных шоу, которые транслировались на канале Viceland: гастрономическое шоу «Fuck, That's Delicious» и ночное ток-шоу «The Untitled Action Bronson Show». Он также снялся в комедийном документальном сериале «Traveling the Stars: Action Bronson and Friends Watch Ancient Aliens».
Action Bronson дебютировал в кино в 2019 году, сыграв эпизодическую роль в гангстерской драме «Ирландец», сыграв продавца гробов.

## Полемика
В марте 2016 года Совет по программам Университета Джорджа Вашингтона объявил, что Action Bronson станет хэдлайнером на ежегодном весеннем концерте университета «Spring Fling». Вскоре вспыхнула полемика, когда вышла его песня «Consensual Rape» (Изнасилование по согласию), а также заявления, сделанные им, которые посчитали гомофобными, трансфобными и женоненавистническими. Студенческие группы активистов успешно подтолкнули Университет отменить выступление. В апреле 2016 года был также отменён концерт Action Bronson «Spring Weekend» в колледже Тринити (Коннектикут).
Action Bronson ответил в открытом письме, утверждая, что его песни «изображают историю» и «не предназначены для чего-либо, кроме художественного выражения», осудил все формы сексуального насилия и принёс свои извинения.

## Музыкальный стиль

### Влияния
Action Bronson упоминает в качестве основных факторов влияния американских рэперов Kool G Rap, Nas, Cam'ron, «Mobb Deep», «UGK» и «Wu-Tang Clan». Другие артисты, повлиявшие на его творчество, это Майкл Джексон, Карлос Сантана, «Queen», а также албанские свадебные певцы.

### Стиль рэпа
Action Bronson часто в своих песнях читает о еде. Он также хорошо известен своими частыми и зачастую неясными аллюзиями на спортсменов и спортивные команды. Его лирика часто ссылается на нью-йоркский спорт, но также затрагивает более неясные темы, такие как реслинг, бодибилдинг, фигурное катание и спортивные ставки.
В начале своей карьеры Action Bronson получил признание из-за своего лирического и стилистического сходства с нью-йоркским рэпером Ghostface Killah из «Wu-Tang Clan» (с которым он сотрудничал вместе со своим другом и соратником Termanology над песней «Meteor Hammer» со сборника 2011 года «Legendary Weapons»). Сам Ghostface Killah признался, что путал рэп Action Bronson со своим. В интервью 2011 года для «HipHopDX» его спросили о том, как ему сравнение с рэпером из «Wu-Tang», и он ответил:
Да, в конце концов, всё хорошо, потому что Ghostface Killah - один из лучших живущих рэперов, так что если я похож на лучшего живого рэпера, то это нормально. Для меня нет сравнения, он легенда, а я новичок. Если бы я попытался подражать кому-либо, это был бы Kool G Rap, он - человек, на которого я смотрю больше всего. Я не расстроен, но, в конце концов, я человек, и никто не может отнять это у меня
.

## Дискография
- Dr. Lecter (2011)
- Well-Done (2011) (совместно с Statik Selektah)
- Mr. Wonderful (2015)
- Blue Chips 7000 (2017)
- White Bronco (2018)

## Награды и номинации

### BET Hip Hop Awards
Премия BET Hip Hop Awards была учреждена в 2006 году телеканалом BET, чтобы отметить хип-хоп исполнителей, продюсеров и режиссёров клипов.
| Год  | Номинированная работа | Премия          | Результат |
| ---- | --------------------- | --------------- | --------- |
| 2013 | Action Bronson        | Новичок года    | Номинация |
| 2014 | Blue Chips 2          | Лучший микстейп | Номинация |